# Сусанна Лопес Рубио
Сусанна Лопес Рубио (на испански: Susana López Rubio) е испанска сценаристка, продуцентка и писателка на произведения в жанра любовен роман и детска литература.

## Биография и творчество
Сусанна Лопес Рубио е родена на 30 април 1978 г. в Мадрид, Испания.
От 2002 г. работи като сценарист и работи по различни телевизионни адаптации. Сред работите ѝ са екранизацията на романа „Нишките на съдбата“ на Мария Дуеняс в едноименния сериал, сериалите „El tiempo entre costuras“, „Acacias 38“, и др. През 2005 г. печели наградата „Pilar Miro“ за телевизионен сценарий, а през 2015 г. наградата „Гоя“ за сценарий за най-добър кратък анимационен филм.
Пише разкази за възрастни и книги за деца.
Дебютният ѝ роман „Ел Енканто“ е публикуван през 2017 г. Той представя историята на Патрисио, който емигрира през 1947 г. от Испания в Куба, работи и се издига в най-големия универсален магазин и се влюбва в Глория, съпруга на боса на мафията Сесар. Опасната им любов се развива в една Куба, която вече не съществува.
Заедно с работата си в киното е и преподавател в курса за магистърска степен по кино и телевизия на Университета Карлос III в Мадрид и в DAMA.
Сусанна Лопес Рубио живее със семейството си в Мадрид.

## Произведения

### Самостоятелни романи
- El Encanto (2017)
Ел енканто, изд.: ИК „Хермес“, Пловдив (2017), прев. Мариана Китипова
- Todo lo bueno (2017)

### Детска литература
- The Best Family In The World (2008)
- Martín en el mundo de las cosas perdidas (2017)

### Сценарии
- 2002 Policías, en el corazón de la calle – ТВ сериал, 3 епизода
- 2006 Libra – късометражен
- 2007 El monstruo del pozo
- 2007 Círculo rojo – ТВ сериал, 9 епизода
- 2007 R.I.S. Científica – ТВ сериал, 13 епизода
- 2008 El mueble de las fotos – късометражен
- 2008 El misterio del pez – късометражен
- 2008 Bienes comunes – късометражен
- 2008 Hospital Central – ТВ сериал, 5 епизода
- 2009 Perder el tiempo – късометражен
- 2009 La chica de ayer – ТВ сериал, 3 епизода
- 2009 Física o química – ТВ сериал, 4 епизода
- 2010 Asesinato en la villa – късометражен
- 2010 Luciérnaga – късометражен
- 2011 Turno de noche – късометражен
- 2012 El otro – късометражен
- 2012 Simón – късометражен
- 2013 Helsinki – късометражен
- 2013-2014 El tiempo entre costuras – ТВ сериал, 11 епизода
- 2014 Juan y la nube – анимационен
- 2014 Óscar desafinado – късометражен
- 2014 Aula de castigo – ТВ сериал, 1 епизод
- 2015 Vainilla – късометражен
- 2015 Cómo sobrevivir a una despedida
- 2015-2018 Acacias 38 – ТВ сериал, идея
- 2018 Presunto culpable – ТВ сериал, 6 епизода